# Координационный совет оппозиции Кыргызстана
Координационный совет оппозиции Кыргызстана (кирг. Кыргызстан оппозициясынын координациялык кеңеши) — негосударственный представительный орган киргизской оппозиции, созданный с целью организации процесса преодоления политического кризиса и осуществления передачи власти.

## Состав
В совет вошли шесть политических партий страны: «Социал-демократы», «Республика», «Ата Мекен», «Бутун Кыргызстан», «Бир Бол» и «Замандаш».

## Хронология
5 октября 2020 года в Кыргызстане начались акции протеста против предварительных результатов выборов в парламент Кыргызстана, состоявшихся накануне.
6 октября шесть оппозиционных партий основали Координационный совет, лидером которого был избран председатель партии «Бутун Кыргызстан» Адахан Мадумаров. По информации агентства 24.kg, в состав совета вошли бывшие премьер-министры Темир Сариев и Омурбек Бабанов, а также депутат парламента Алтынбек Сулайманов, руководитель оппозиционной партии «Ата-Мекен» Омурбек Текебаев, лидер партии «Бутун Кыргызстан» Адахан Мадумаров и бывший депутат Равшан Джеенбеков.

## Второй Координационный совет
Уже 7 октября пять партий: «Чон-Казат», «Ордо», «Мекен Ынтымагы», «Реформа», «Ыйман нуру» создали второй Народный координационный совет (также Координационный совет по управлению страной) на заседании в здании правительства республики. Новый совет не признал назначение премьер-министра Садыра Жапарова, а также распустил парламент. Также он выдвинул своего кандидата в главы правительства Тилека Токтогазиева (от партии «Ата Мекен»).